# Фукурои
Фукурои (яп. 袋井市 Фукурои-си) — город в Японии, находящийся в префектуре Сидзуока. Площадь города составляет 108,56 км², население — 85 069 человек (1 августа 2014), плотность населения — 783,61 чел./км².

## Географическое положение
Город расположен на острове Хонсю в префектуре Сидзуока региона Тюбу. С ним граничат города Какегава, Ивата и посёлок Мори.

## Население
Население города составляет 85 069 человек (1 августа 2014), а плотность — 783,61 чел./км². Изменение численности населения с 1980 по 2005 годы:
| 1980 | 57 924 чел. |  |
| 1985 | 62 705 чел. |  |
| 1990 | 68 966 чел. |  |
| 1995 | 74 826 чел. |  |
| 2000 | 78 732 чел. |  |
| 2005 | 82 991 чел. |  |

## Символика
Деревом города считается Osmanthus fragrans, цветком — космея, птицей — длиннохвостая неясыть.